# 965 Angelica
965 Angelica este un asteroid din centura principală, descoperit pe 4 noiembrie 1921, de Juan Hartmann.